# Edogawa, Tōkyō
Edogawa (江戸川区 (Giang Hộ Xuyên khu) Edogawa-ku) là một trong các khu đặc biệt của Tokyo, Nhật Bản.
Khu này lấy tên từ sông Edo, chảy từ hướng bắc-nam dọc theo rìa của nó. Cực đông của Edogawa là biên giới với các thành phố Urayasu và Ichikawa ở tỉnh Chiba (về phía đông) và với các khu Katsushika (về phía bắc), Sumida và Kōtō (về phía tây). Khu này giáp với thành phố Matsudo tại Chiba ở một điểm.
Edogawa có quan hệ kết nghĩa với Gosford, New South Wales, Úc. Còn tại Nhật Bản, Edogawa có quan hệ kết nghĩa với các thành phố Azumino ở tỉnh Nagano và Tsuruoka ở tỉnh Yamagata.
Đến năm 2008, Edogawa có dân số 671.937 người với mật độ dân số 13.260 người trên một km². Tổng diện tích là 49,86 km².

## Lịch sử
Khu này được lập năm 1937 bằng cách sáp nhập 7 thị xã và làng ở vùng Minami Katsushika: các thị xã Komatsugawa và Koiwa và các làng Kasai, Shinozaki, Matsue, Mizue và Shikamoto.

## Các địa điểm
- Nơi đua thuyền Edogawa
- Sân vận động Edogawa
- Công viên bờ biển Kasai

## Nhân vật nổi tiếng
- Kanie Keizo, nam diễn viên
- Gotō Maki, ca sĩ J-Pop (trước đây biểu diễn với Morning Musume)
- Hinagata Akiko, nữ diễn viên
- Kamenashi Kazuya, ca sĩ với KAT-TUN
- Oyama Kana, vận động viên bóng chuyền
- Matsuzaka Daisuke, vận động viên bóng chày hiện đang chơi cho đội Boston Red Sox
- Tochinishiki Kiyotaka, sumo yokozuna thứ 44
- Tsutsumi Machiko, nhà doanh nghiệp
- Uekusa Kazuhide, nhà kinh tế, giáo sư